# Арганьїн
Арганьїн (ісп. Argañín) — муніципалітет в Іспанії, у складі автономної спільноти Кастилія-і-Леон, у провінції Самора. Населення — 76 осіб (2010).
Муніципалітет розташований на відстані близько 240 км на північний захід від Мадрида, 39 км на захід від Самори.

## Демографія
Динаміка населення (INE ):

## Галерея зображень

Арганьїн у провінції Самора